# Abraham Ellison Garrett
Abraham Ellison Garrett (* 6. März 1830 bei Livingston, Overton County, Tennessee; † 14. Februar 1907 in Carthage, Tennessee) war ein US-amerikanischer Politiker. Zwischen 1871 und 1873 vertrat er den Bundesstaat Tennessee im US-Repräsentantenhaus.

## Werdegang
Abraham Garrett besuchte die öffentlichen Schulen seiner Heimat und das Poplar Springs College in Kentucky. Nach einem anschließenden Jurastudium und seiner Zulassung als Rechtsanwalt begann er in Livingston in seinem neuen Beruf zu praktizieren. Außerdem arbeitete er in der Landwirtschaft. Während des Bürgerkrieges war er Oberstleutnant im Heer der Union. Dabei gehörte er einer Einheit aus Tennessee an. Politisch war er Mitglied der Demokratischen Partei.
Im Jahr 1865 war Garrett Delegierter auf einer Versammlung zur Überarbeitung der Verfassung von Tennessee. Von 1865 bis 1866 saß er auch als Abgeordneter im Repräsentantenhaus des Staates. Bei den Kongresswahlen des Jahres 1870 wurde er im dritten Wahlbezirk von Tennessee in das US-Repräsentantenhaus in Washington, D.C. gewählt, wo er am 4. März 1871 die Nachfolge von William Brickly Stokes antrat. Da er bei den Wahlen des Jahres 1872 dem Republikaner William Crutchfield unterlag, konnte er bis zum 3. März 1873 nur eine Legislaturperiode im Kongress absolvieren.
Nach seinem Ausscheiden aus dem US-Repräsentantenhaus zog sich Garrett aus der Politik zurück. In den folgenden Jahren praktizierte er wieder als Anwalt. Er starb am 14. Februar 1907 in Carthage.